# Curtis
Curtis es un municipio español, una parroquia y un lugar situado en la provincia de La Coruña y perteneciente a la comarca de Betanzos, en la comunidad autónoma de Galicia. 
El ayuntamiento está en la localidad de Teijeiro. Cuenta con unas excelentes comunicaciones y una población de 4.160 habitantes. A pesar de contar con una extensa zona rural poblada de aldeas; cuenta además con dos núcleos de población en los que vive la mayoría de la población y que suponen la cara más moderna del municipio, Curtis y Teijeiro. 
Población en 2014: 4.160 habitantes según el INE. 

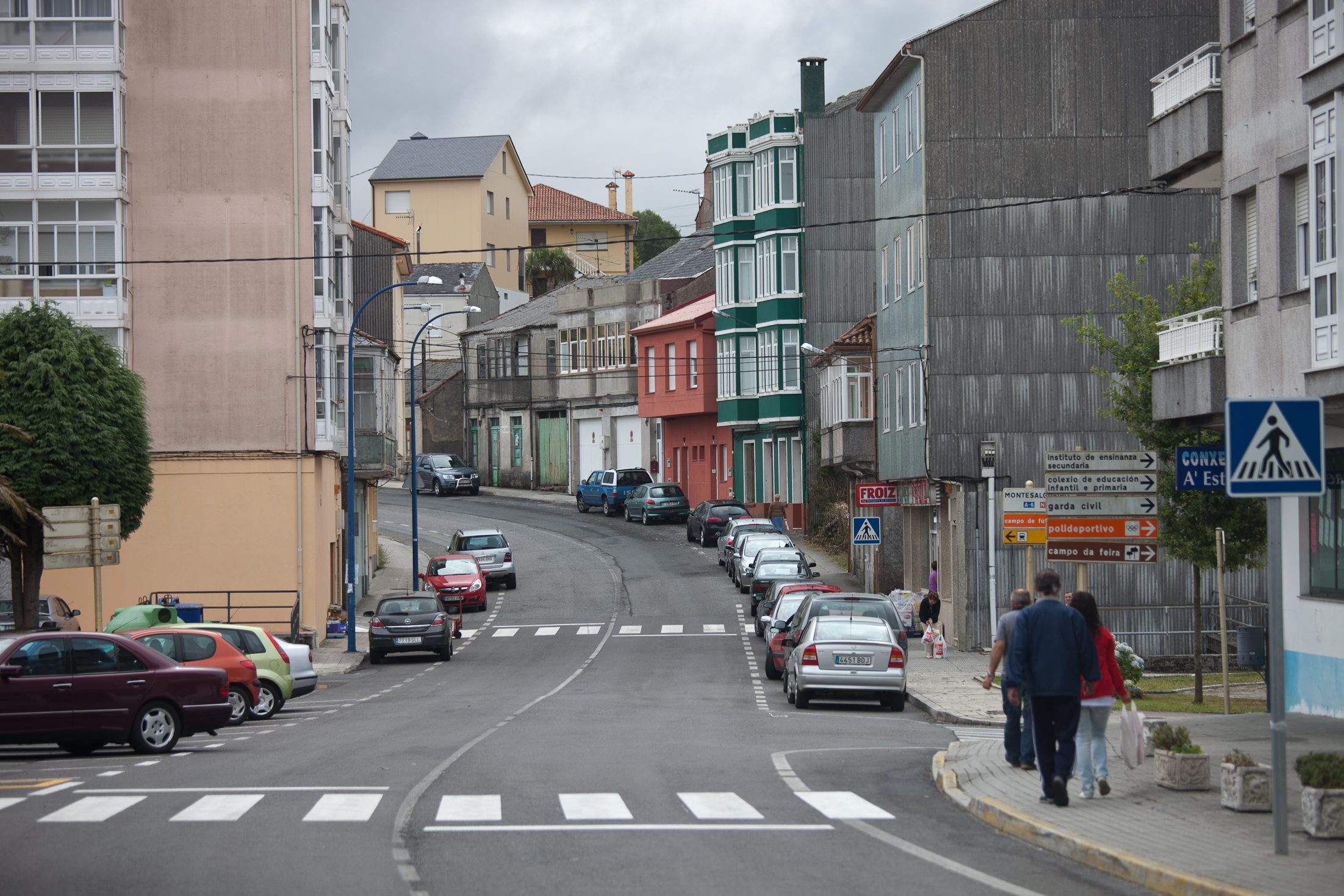
Calle en Curtis.

## Límites
| Noroeste: Oza-Cesuras      | Norte: Aranga | Nordeste: Aranga y Guitiriz (Lugo) |
| Oeste: Mesía y Oza-Cesuras |               | Este: Guitiriz (Lugo)              |
| Suroeste: Vilasantar       | Sur: Sobrado  | Sureste: Guitiriz (Lugo)           |

## Parroquias
Parroquias que forman parte del municipio:
- Curtis (Santa Eulalia)[3]
- Fisteus (Santa María)
- Fojado[2]
- Lourdes[2](Santa María)[3]

## Geografía humana

### Demografía
Cuenta con una población de 4181 habitantes (INE 2024).
| Gráfica de evolución demográfica de Curtis entre 1842 y 2021                                                          |
| |
| Población de derecho según los censos de población del INE. Población de hecho según los censos de población del INE. |

Curtis cuenta con 4 parroquias y 142 núcleos de población pero la población se estructura en dos núcleos urbanos. Este elevado número de aldeas y núcleos de población hacen que haya una densidad de población de 1,2 núcleos de población por kilómetro cuadrado, muy superior a la media provincial de 0,82. Muchas aldeas han sufrido una reducción de su población debido al éxodo a la ciudad o a los núcleos cercanos. Población de las cuatro entidades parroquiales:
- Fisteus (Santa María de Fisteus) 559 habitantes.
- Santaya (Santa Eulalia de Curtis) 1819 habitantes.
- Foxado (Santa María de Foxado) 412 habitantes.
- Curtis-Estación (Santa María de Lourdes) 1369 habitantes.

Teixeiro: iglesia parroquial de Nuestra Señora de los Remedios, siglo XVIII.
Los dos núcleos urbanos del ayuntamiento se encuentran situados y tienen la siguiente población: Teijeiro, capital municipal, donde se encuentra el Ayuntamiento y demás oficinas municipales, está en la parroquia de Santa Eulalia, cuenta con una población de 1067 habitantes. Curtis, el núcleo urbano de mayor población del ayuntamiento, está situado en la parroquia de Santa María de Lourdes y cuenta con una población de 1220 habitantes.

### Municipio
| Gráfica de evolución demográfica de Curtis (municipio) entre 1877 y 2019 |
|                                                                          |
| Datos según el nomenclátor publicado por el INE.                         |

## Geografía
Integrado en la comarca de Betanzos, su capital, Teixeiro, se sitúa a 50 kilómetros de La Coruña. El término municipal está atravesado por la carretera nacional N-634, entre los pK 659 y 677, por las carretera provinciales AC-230 (une la autovía del Noroeste con Curtis), AC-231 (Autovía del Noroeste - Sobrado) y AC-840, que permite la comunicación con Vilasantar y Oza-Cesuras, además de por carreteras locales que sirven de comunicación entre las parroquias y los municipios colindantes. 
El municipio se extiende a lo largo de una gran meseta que se encuentra en el centro de Galicia. Dicha meseta es imperfecta, tiene cierta inclinación en dirección oesnoroeste y presenta suaves ondulaciones a lo largo del territorio. La altitud oscila entre los 642 metros al este, en el límite con la provincia de Lugo (serra da Cova de Serpe), y los 450 metros al norte, a orillas de río Mandeo. La capital municipal se alza a 492 metros sobre el nivel del mar.
El paisaje del municipio se caracteriza por una densa red de ríos y regatos que vertebran el territorio. La mayoría de los mismos pertenecen a la red hidrológica del río Mandeo, principal cauce hídrico, que cruza el territorio en dirección sur-norte. Un pequeño porcentaje de la red hidrológica del término municipal, pertenece a la cuenca del río Tambre, y corresponde a los primeros tramos del río Cabalar.

## Historia
La historia del ayuntamiento de Curtis está estrechamente relacionada con los ayuntamientos vecinos de Sobrado y Vilasantar. De hecho existen dos parroquias con el nombre de Curtis, una de ellas en el mismo ayuntamiento al cual da nombre, Santa Eulalia de Curtis (Santaya),
y San Vicente de Curtis, en Vilasantar. De la unión de estas parroquias se formó "o Coto de Curtis", en la histórica provincia
de Santiago. Fueron separadas por la división municipal que se llevó a cabo durante el siglo XIX.
De la época prerromana se localizan varios campos de "mámoas". En Teixeiro de encuentra la iglesia parroquial que es del siglo XVIII, así como los castros de Novo y de Vilarullo.
Por su parte, se deben destacar los restos de época romana que se conservan, un campamento militar en la aldea de A Cidadela, perteneciente al ayuntamiento vecino de Sobrado dos Monxes.
Dicha aldea se encuentra a escasos dos kilómetros del núcleo de la parroquia de Santa Eulalia de Curtis (Santaya).
Del nombre de dicho campamento,  Cohors I Celtiberorum Equitata civium romanorum, se sospecha que pudo haber derivado el topónimo de Curtis.
En Castelo (parroquia de Santa María de Foxado, Curtis) existe un castro en el que se descubrieron importantes yacimientos arqueológicos y joyas de oro. Esto confirma la existencia de una importante población prehistórica.
Los ayuntamientos de Curtis, Vilasantar, Sobrado y algunas tierras más formaban el Condado de Présaras, uno de los más importantes desde la época sueva, hasta que en siglo X, los condes Hermenegildo y Paterna fundaron el monasterio de Sobrado.
Durante las invasións bárbaras, en siglo IX, el municipio de Curtis no quedó al margen de los saqueos y fue incendiado el monasterio de Santa Eulalia de Curtis.
Las parroquias que integran el actual ayuntamiento pertenecían en el Antiguo Régimen a tres jurisdicciones: Curtis, Fisteus y Sobrado.
En 1812 se crearon los ayuntamientos de Curtis y Fisteus, vigentes hasta 1814 y entre 1820-1823. En 1834 Curtis pasó a formar parte do partido judicial de Arzúa y sus lindes quedaron establecidos en 1836. La parroquia de Santa María de Lourdes se creó en 1925, segregada de la de Fisteus.
Otros datos también nos hablan de la importancia histórica del  ayuntamiento de Curtis, por ejemplo, las Casas Blasonadas en San Cibrá e Balter (cerca de la iglesia de Fisteus); a "Ponte Vella" de la Castellana; la Casa Abeledo (cerca de la iglesia de Foxado) o el Pazo de Santaya.
Más recientemente, el hecho histórico que más relevancia tuvo para el término municipal fue el paso de la línea férrea Palencia-La Coruña que inauguró Alfonso XII en 1883. Durante mucho tiempo, y con un enlace que se hacía por carretera con Santiago
de Compostela, este fue uno de los pocos enlaces para llegar a la meseta castellana desde la ciudad jacobea. Fue, sin duda, un
gran factor para el desenvolvimiento y el auge económico de la comarca y especialmente del municipio en esta época.

## Zona industrial
Entre el Centro Penitenciario de Paradela y en las proximidades de la capital municipal, Teijeiro, se ha levantado un polígono industrial. Es uno de los más grandes de Galicia en superficie. En la actualidad, la empresa de mayor importancia que se encuentra instalada en dicho polígono industrial, se trata de una planta de bioetanol perteneciente a la multinacional Abengoa. También se encuentran en el polígono varias empresas de transportes, elaboración y transformación de piedra, investigación de nuevos materiales, construcción metálica y de prefabricados. Destacaremos por último un punto limpio y la construcción de varios pabellones para la futura instalación de nuevas empresas. También en el ámbito industrial, cabe hacer una mención particular a una gran empresa, originaria del pueblo de Curtis, como es LOSAN. En el pueblo originario de dicho grupo empresarial, está situada una fábrica de transformación de la madera, sector en el que está especializado LOSAN.
Por tanto, debemos decir que el ayuntamiento de Curtis, aunque se trata de un ayuntamiento eminentemente rural y enmarcado en pleno ámbito rural gallego, es una isla en lo referente a la producción industrial y de servidos que presta a su área circundante. Por último debemos destacar la existencia de una cooperativa agraria de cierta relevancia (CU.SO.VI.A.ME.) en Santalla, situada en la misma parroquia que la capital municipal, Santa Eulalia de Curtis, a 2,5 km y medio del centro de Teijeiro.  
La situación de este ayuntamiento para el establecimiento de industrias es envidiable, no solo por su amplia superficie industrial, sino también por sus excelentes comunicaciones por carretera y ferrocarril.

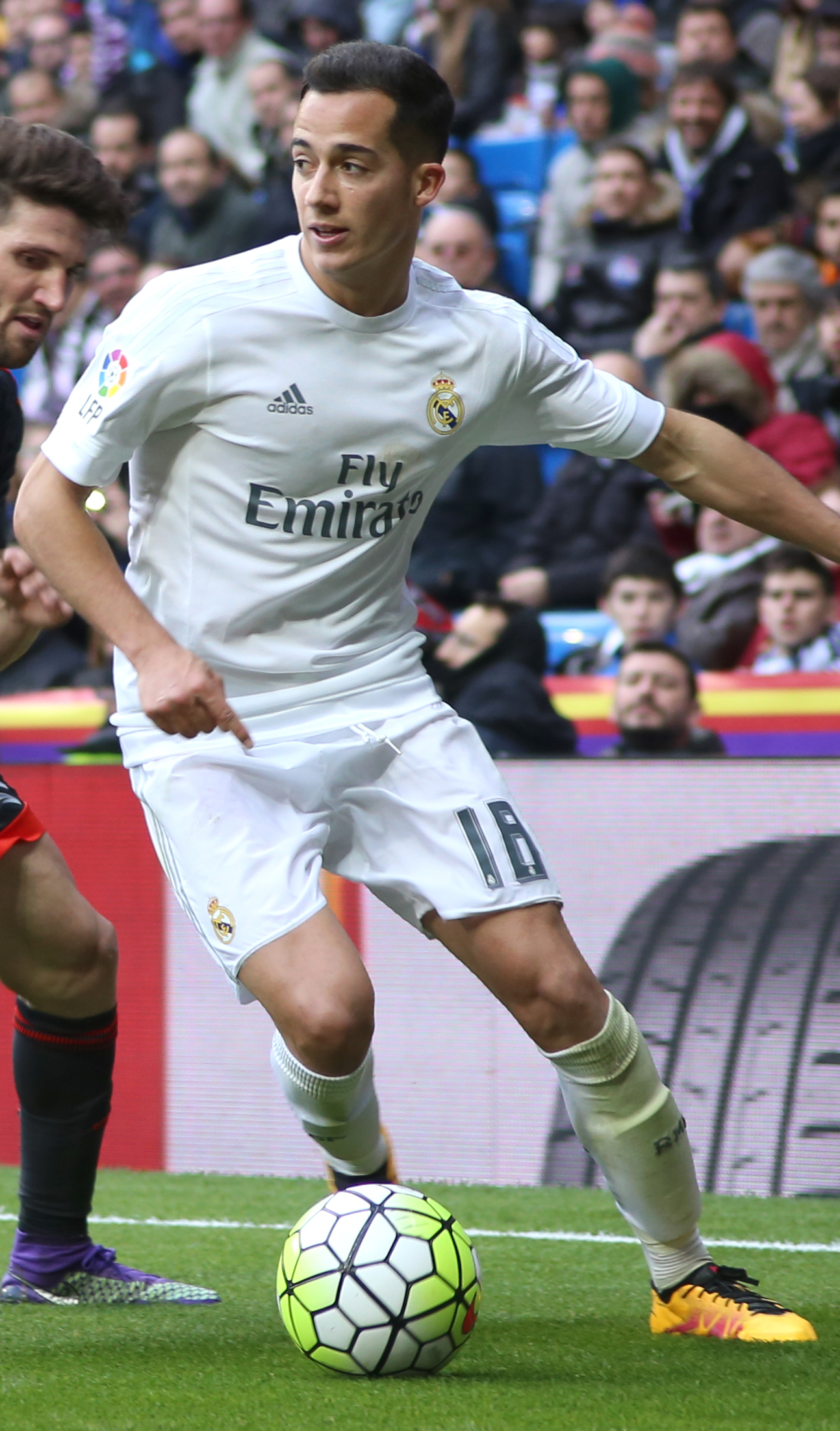
Lucas Vázquez, futbolista nacido en Curtis.

## Personas destacadas
- San Pedro de Mezonzo
- Lucas Vázquez